# ろ座
ろ座（ろざ、炉座、Fornax）は、現代の88星座の1つ。18世紀半ばに考案された新しい星座である。化学者が蒸留に使う炉がモチーフとされている。日本国内のどこからでも星座の全域を見ることができるが、特に明るい星もないため目立たない星座である。

## 主な天体
エリダヌス座に東・北・南の3面を囲まれる形で位置している。面積は狭くないが最も明るい恒星でも4等星と暗い。
銀河南極に近く、天の川銀河の銀河面から離れているため、遠方銀河の観測に適している。そのため、「ハッブル・ウルトラ・ディープ・フィールド (HUDF)」や「ハッブル・エクストリーム・ディープ・フィールド (XDF)」といった長時間露光観測の対象領域とされた。

### 恒星
2022年4月現在、国際天文学連合 (IAU) によって3個の恒星に固有名が認証されている。
- α星：見かけの明るさ3.98等のA星[7]と7.19等のB星[8]の連星系。ろ座で最も明るい恒星で、A星に「ダリム[9](Dalim[6])」という固有名が付けられている。
- HD 20868：見かけの明るさ9.93等の10等星[10]。国際天文学連合の100周年記念行事「IAU100 NameExoworlds」でマレーシアに命名権が与えられ、主星はIntan、太陽系外惑星はBaiduriと命名された[11]。
- WASP-72：見かけの明るさ10.96等の11等星[12]。国際天文学連合の100周年記念行事「IAU100 NameExoworlds」でモーリシャス共和国に命名権が与えられ、主星はDiya、太陽系外惑星はCuptorと命名された[11]。

そのほか、以下の星が知られている。
- LP 944-20：見かけの明るさ18.69等の19等星[13]。太陽系から約21 光年の距離にある低質量星。赤色矮星または褐色矮星とされる。

### 星団・星雲・銀河
この領域には楕円銀河NGC 1399を中心とする「ろ座銀河団 (英: Fornax Cluster)」と呼ばれる銀河団がある。
- NGC 1097：天の川銀河から約5600万 光年の距離にある棒渦巻銀河[14]。中心部には「LINER（low-ionization nuclear emission-line region、ライナー、低電離中心核輝線領域）」と呼ばれる活動銀河核がある。その内部には超大質量ブラックホールが存在しており、ALMAによる観測結果からその質量は太陽の1億4000万倍と見積もられている[15]。パトリック・ムーア（英語版）がアマチュア天文家の観測対象に相応しい星団・星雲・銀河を選んだコールドウェルカタログで67番に選ばれている[16]。
- NGC 1365：ろ座銀河団に属する棒渦巻銀河。
- NGC 1399：ろ座銀河団の中心にある楕円銀河。
- NGC 1316：ろ座銀河団に属するレンズ状銀河。「ろ座A (Fornax A)」とも呼ばれる[17]、全天で4番目に強力な電波源[18]。
- ろ座矮小銀河：天の川銀河の伴銀河。
- UDFj-39546284：2009年のハッブル・ウルトラ・ディープ・フィールドで発見された、赤方偏移z=10.38の遠方銀河。
- ろ座ウォール：ろ座銀河団を含む銀河フィラメント。

ろ座の領域にある遠方天体。
- 棒渦巻銀河NGC 1097。
- 棒渦巻銀河NGC 1365。
- ハッブル宇宙望遠鏡によって撮像された楕円銀河NGC 1399。
- ハッブル宇宙望遠鏡によって撮像されたレンズ状銀河NGC 1316。
- VLTサーベイ望遠鏡（英語版）によって撮像されたろ座銀河団。
- ハッブル・ウルトラ・ディープ・フィールド。
- ハッブル・エクストリーム・ディープ・フィールド。

## 由来と歴史

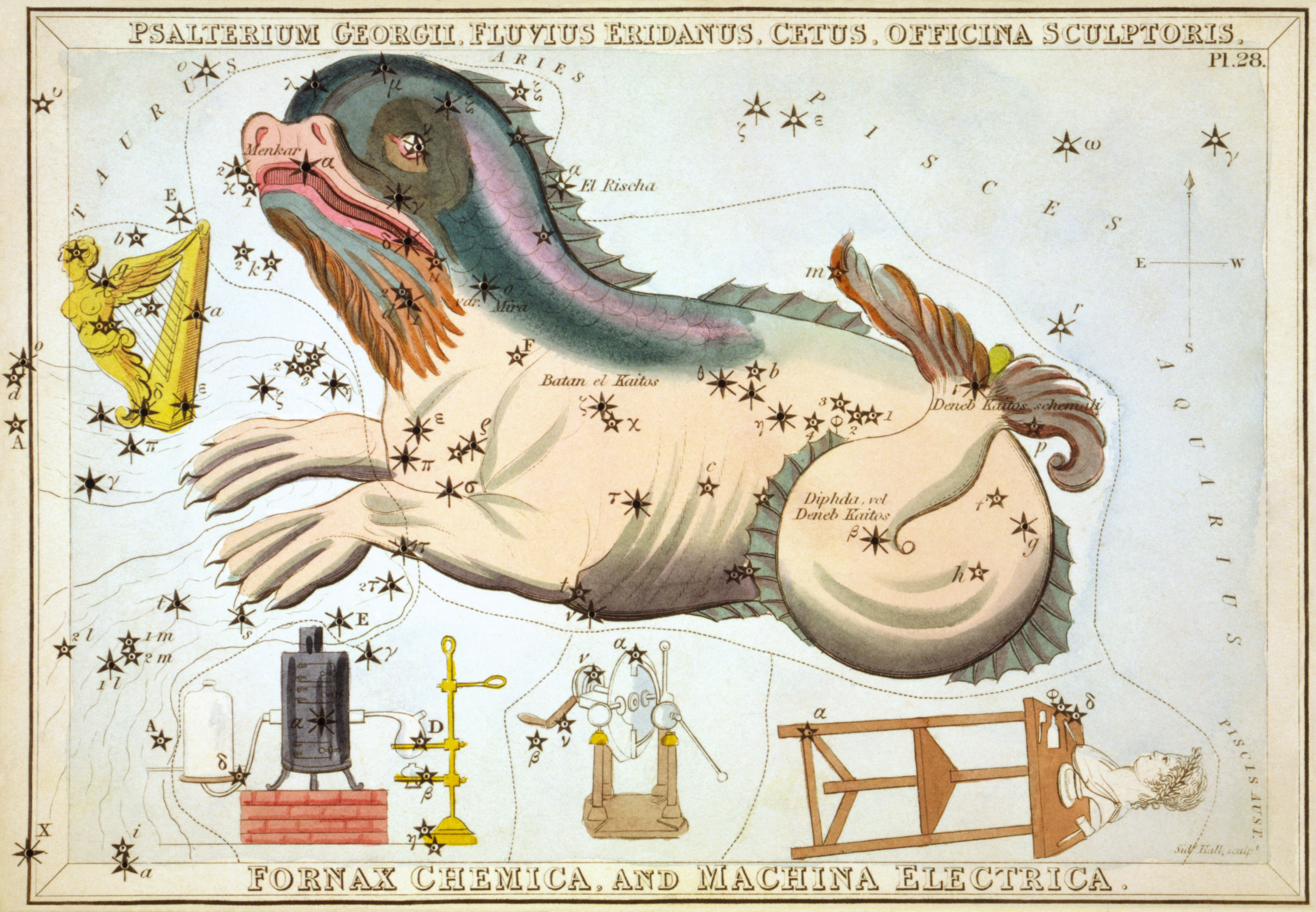
19世紀イギリスの星座カード集『ウラニアの鏡』に描かれたろ座（左下）。

18世紀中頃にフランスの天文学者ニコラ＝ルイ・ド・ラカイユによって考案された。初出は、1756年に刊行された1752年版のフランス科学アカデミーの紀要『Histoire de l'Académie royale des sciences』に掲載されたラカイユの星図で、蒸留に使われる炉の星座絵とフランス語で「炉」を意味する le Fourneauという名称が描かれていた。ラカイユの死後の1763年に刊行された『Coelum australe stelliferum』に掲載された第2版の星図では、ラテン語化された Fornax Chimiaeと呼称が変更されている。
1801年に刊行されたヨハン・ボーデの『ウラノグラフィア』ではラテン語で「化学装置」を意味する Apparatus Chemicu と改称されたが、多くの天文学者はラカイユの Fornax Chimiae のほうを使っていた。1844年にイギリスの天文学者ジョン・ハーシェルは、フランシス・ベイリー宛の書簡の中で、Fornax Chimiae を Fornaxと短縮することを提案した。これを受けたベイリーが、翌年の1845年に刊行した『British Association Catalogue』で Fornax と改めたことにより、以降この呼称が定着することとなった。
1922年5月にローマで開催されたIAUの設立総会で現行の88星座が定められた際にそのうちの1つとして選定され、星座名は Fornax、略称は For と正式に定められた。新しい星座のため星座にまつわる神話や伝承はない。

### 中国
現在のろ座の領域は、中国の歴代王朝の版図から見える位置にあったが、この領域の星が二十八宿の星官に充てられていたか否かは説が分かれており、渡邊敏夫は西方白虎七宿の第2宿「婁宿」の「天庾」という星官を形作る3星を、ろ座π・ν・μの3星と同定する説を採っている。

## 呼称と方言
日本では当初「舎密爐」という訳語が充てられていた。これは、1908年（明治41年）11月刊行の日本天文学会の会誌『天文月報』第1巻8号に掲載された星図で確認できる。その後、1910年（明治43年）2月刊行の『天文月報』第2巻11号で、舎密爐から「爐」に改訂されたことが伝えられた。この訳名は、1925年（大正14年）に初版が刊行された『理科年表』にも「爐（ろ）」として引き継がれた。戦後の1952年（昭和27年）7月に日本天文学会が「星座名はひらがなまたはカタカナで表記する」とした際に、Fornax の日本語の学名は「ろ」と定められ、これ以降は「ろ」という学名が継続して用いられている。
天文同好会の山本一清らは、既にIAUが学名を Fornax と定めた後の1931年（昭和6年）3月に刊行した『天文年鑑』第4号で、星座名を Fornax Chemica、訳名を「化学爐」と紹介し、以降の号でもこの星座名と訳名を継続して用いていた。
現代の中国では、天炉座と呼ばれている。